# Zimmerberg (Tabarz)
Der Zimmerberg ist ein bewaldeter Berg im Gebiet der Gemeinde Bad Tabarz im Landkreis Gotha.
Der Zimmerberg hat eine Gipfelhöhe von 629,7 m ü. HN und erhebt sich etwa 200 Höhenmeter über das Vorland im westlichen Teil des Thüringer Waldes.
An der Westflanken des Berges  befindet sich der Lauchagrund, an der Südflanke steigt ein Seitental der Ahrengrund auf, er bildet die natürliche Grenze zum südlich folgenden Übelberg. 
Der Tabarzer Raum bot den mittelalterlichen Altstraßen einen verhältnismäßig leichten Aufstieg zur Passhöhe am Kleinen Inselsberg. Am östlichen Hang des Zimmerberges stiegen der Ochsenweg und der Schnepfenweg auf, an der Westflanke verläuft der Neue Weg. Als sich Tabarz Ende des 19. Jahrhunderts zum Luftkurort entwickelte, bildeten der Zimmerberg und der benachbarte Datenberg wegen ihrer leichten Erreichbarkeit und Fernsicht beliebte Ausflugsziele für die Kurgäste. Hier entstand ein erstes Kurhaus mit Promenade.